# ペイディッポス
ペイディッポス（古希: Φείδιππος, Pheidippos, ラテン語: Pheidippus）は、ギリシア神話の人物である。ヘーラクレースの子テッサロスの子で、アンティポスと兄弟。

## 神話
ヘレネーの求婚者の1人で、トロイア戦争ではギリシア軍の武将の1人として、アンティポスとともにコース島の軍勢30隻を率いて参戦した。ギリシア軍がミューシアの王テーレポスと戦ったさいには、トレーポレモス、アンティポスとともにギリシア軍の使者としてテーレポスの王宮に赴き、和睦の交渉をした。戦後、ペイディッポスはメネステウス、アンティポス、エレペーノールの部下ら、ピロクテーテースの船団とともにミマース岬まで航海したのち、アンドロス島、次いでキュプロスに流されて移住した。あるいはアンドロス島に移住した。
一説によるとペイディッポスとアンティポスの子孫はテスプローティア地方からペーネイオス河流域に攻め入り、その地をテッサロスの名にちなんでテッサリアー地方と名付けたとされるが、ツェツェースによればトロイア戦争後、兄弟のアンティポス自身がテッサリアー地方に攻め入って、テッサリアーと呼んだことになっている。